# Волдомица
Волдомица — река в России, протекает в Лесном районе Тверской области и Пестовском районе Новгородской области. Устье реки находится в 163 км по левому берегу реки Молога. Длина реки составляет 26 км, площадь водосборного бассейна — 143 км².
Притоки: Серпушский (слева), Чирица (справа, в 15 км от устья), Горбачев (слева), Котинец (слева).

## Данные водного реестра
По данным государственного водного реестра России относится к Верхневолжскому бассейновому округу, водохозяйственный участок реки — Молога от истока и до устья, речной подбассейн реки — Реки бассейна Рыбинского водохранилища. Речной бассейн реки — (Верхняя) Волга до Куйбышевского водохранилища (без бассейна Оки).
Код объекта в государственном водном реестре — 08010200112110000006252.